# Бычковский, Леонид Фёдорович
Леонид Фёдорович Бычковский (1861—1916) — русский военный  деятель,  полковник. Герой Первой мировой войны.

## Биография
В службу вступил в 1879 году после окончания  Михайловского Воронежского кадетского корпуса. В 1881 году после окончания  Александровского военного училища  произведён в прапорщики  и выпущен в 59-ю артиллерийскую бригаду. 
В 1883 году произведён в подпоручики, в 1885 году в поручики, в 1893 году в штабс-капитаны,  в 1897 году в капитаны. В 1905 году произведён в подполковники с назначением командиром 2-й батареи 59-й артиллерийской бригады. С 1906 года командир 1-й батареи Кавказской резервной артиллерийской бригады и командир 7-й батареи Кавказской гренадерской артиллерийской бригады. С 1907 года командир 3-й батареи 43-й артиллерийской бригады.
С 1914 года участник Первой мировой войны, во главе своей батареи. В 1915 году «за отличие» произведён в полковники, с 1916 года командир 2-го дивизиона 57-й артиллерийской бригады. С 26 апреля 1916 года состоял в резерве чинов при штабе Минского военного округа. 4 мая 1916 года исключён из списков личного состава умершим. 

Высочайшим приказом от 29 сентября 1915 года за храбрость награждён Георгиевским оружием: 
За то, что  во время боёв 2-го, 3-го и 4-го июня 1915 года у д. Шлаванты, находясь на передовом наблюдательном пункте под действительным артиллерийским и ружейным огнём, лично корректировал стрельбу батареи, принудил меткой стрельбой к молчанию артиллерию противника, нанеся последнему огромные потери и способствуя этим овладению нашей пехотой сильной позиции у р. Иглишки

## Награды
- Орден Святого Станислава 2-й степени  (ВП 1909)
- Орден Святой Анны 2-й степени (ВП 31.03.1913)
- Орден Святого Владимира 4-й степени с мечами и бантом (ВП 16.03.1915)
- Георгиевское оружие (ВП 29.09.1915)